# Grand Theft Auto Advance
Grand Theft Auto Advance es un videojuego de acción y aventura desarrollado por Digital Eclipse y publicado Rockstar Games para Game Boy Advance, la portátil de Nintendo con unos gráficos y estilo de juego muy parecidos a los de los primeros juegos de la saga Grand Theft Auto como GTA y GTA 2 (vista cenital). El personaje, los coches y la ciudad se ven desde arriba y cuando alguien habla lo hace por medio de bocadillos. Las presentaciones son las únicas imágenes vistas de frente.
Este fue el tercer Grand Theft Auto para una consola de Nintendo.
En un principio iba a ser una conversión a la portátil de Grand Theft Auto III, pero después se convirtió en una aventura totalmente nueva. La aventura transcurre, no obstante, en Liberty City y es protagonizada por un criminal de bajo nivel, Mike, que acabará mezclado con personajes como 8-Ball en busca de venganza por la muerte de su mejor amigo Vinnie y la pérdida de todo su dinero en un atentado de coche bomba. Mike deberá trabajar para las mafias y bandas hasta descubrir una maraña de mentiras.
No sé sabe si este juego es canon, no hay menciones ni confirmación de este en otras entregas de la saga, no fue hecho por Rockstar, solo fue distribuido por ella, lo cual deja más en debate su canonicidad.
El gameplay de este juego es básico, con el Botón A usa el arma que tiene, acelera con un auto, con el Botón B corre por un tiempo y retrocede en un auto, con el Botón Select y L o R cambia el arma, con L entra/sale de un auto y con R usa el freno de mano o mira a una dirección y si usa un arma, puede moverse libremente sin dejar de mirar aquella dirección.
Adicional a esto el gameplay ofrece aspectos de otros juegos de la saga como las masacres, carreras callejeras, la recolección de paquetes en el mapa y misiones de conducción como taxi, bombero, patrullero y ambulancia.

## Detalles Técnicos
El juego tuvo que ser adaptado a las limitaciones del hardware de la GBA. Como resultado de ello, no tiene escenas animadas, ni tampoco tiene muy elogiado los diálogos del GTA III de los peatones. Todas las escenas son de solamente texto, con dibujos hechos a mano de los rostros de los personajes, con un telón de fondo detrás de temática. El estilo de arte es consistente con el utilizado para la cubierta y el arte de carga de las versiones tridimensionales de la serie. Sustitución del diálogo para peatones, algunas frases cortas tomadas de GTA III se reproducen cuando el jugador golpea el coche de alguien. La policía dará a conocer el tipo de jugador ubicación y el vehículo cuando el jugador comete un delito. El juego no incluye canales de radio. Al igual que los puertos de Game Boy Color de GTA y GTA 2, cada vehículo tiene una melodía fija que se repite constantemente y no se puede cambiar. Estos incluyen piezas de algunos familiares de los primeros GTA, en versiones instrumentales.

## Recepción
La crítica al juego fue mixto. En la reseña GameRankings, agregó una puntuación de 70% basado en 41 reseñas. En Metacritic, el juego recibió una puntuación de 68 sobre 100, basado en 33 reseñas.
IGN le dio una puntuación de 8.5 sobre 10, llamar al juego "un gran título, muy recomendado." Nintendo Power También se quedó impresionado y dijo que "el juego es enorme y las misiones son variadas y gratificantes.
GameSpot le dio una puntuación de 6.5 sobre 10, señalando que el "En general, no es muy divertido." Game Informer Lo calificó con 7.5 sobre 10, llamando al juego "Sólo un recordatorio, es mucho más que una obra de arte.

## Personajes
- Mike: Es el personaje que encarnarás en el juego en esta nueva aventura en Liberty City. Mike junto a su mejor amigo Vinnie han estado juntando dinero para abandonar la ciudad lo antes posible. No obstante sucederá un hecho imprevisto, su mejor amigo morirá tras explotar dentro de su coche por lo cual Mike se pondrá a trabajar con varios criminales de la ciudad para averiguar quién es el responsable.
- 8-Ball: 8-Ball es un especialista en explosivos que posee tres talleres de explosivos en Liberty City.
- Vinnie: Es socio y mejor amigo de Mike. Juntos quieren abandonar Liberty City para dejar atrás el estilo de vida que habían tenido hasta entonces por lo cual han juntado una importante cantidad de dinero. La situación se complica a último momento puesto que Vinnie aparentemente muere en su coche después de que este mismo explotara.
- Jonnie (El Barman): Jonnie o simplemente "el Barman" dirige un bar en el distrito Red Light en Portland. Es un sujeto que tiene muchos contactos en toda la ciudad. Luego de que Mike le salve la vida en una emboscada, comenzará a pedir toda clase de encargues al mismo y así cubrir las deudas que por lo visto Vinnie tenía con este barman antes de la explosión. También intentará ayudar en la búsqueda del responsable de la muerte de Vinnie pero será asesinado al poco tiempo.
- King Courtney: Este personaje era quien nos encargaba misiones por teléfono en GTA III, pero en esta entrega conocerás su cara. Es el líder jefe de los Yardies. Mike se encuentra  a Courtney tras llegar a Staunton luego de la muerte de Jonnie, quien aparentemente le debía dinero, pero Courtney asegura que ya se encontraba muerto cuando sus hombres lo fueron a visitar. Mike realizará varios trabajos para él mientras dice que lo ayudara a encontrar al asesino de su amigo, pero pronto se dará cuenta de que lo único que quiere es utilizarlo para su batalla personal en contra del Cártel.
- Cisco: Es el líder del cártel colombiano. Por distintos motivos sus principales enemigos son King Courtney y Asuka Kasen. Courtney envía a Mike para que lo elimine y es allí donde lo conoce. Cisco demostrara no estar implicado en la muerte de Vinnie y tratará de averiguar dónde se esconde el culpable, mientras le encarga tareas a Mike.
- Asuka Kasen: Es la líder de la banda japonesa Yakuza. Se comunica con Mike tras saber de sus habilidades a la hora de realizar encargos. Recurrirá a Mike para que rescate a su querida sobrina Yuka de las manos del Cártel sin saber que fue el mismo quien la secuestro mientras realizaba trabajos para Cisco. Parece que Asuka siente una atracción por Mike al cual se le insinúa prácticamente constantemente. Finalmente a pesar de haber estado juntos terminan tomando caminos diferentes.
- Yuka Kasen: Es la sobrina de Asuka Kasen, la líder de los Yakuza. Se encontrará en el medio de los conflictos entre los Yakuza y el Cártel. La joven será secuestrada por Mike mientras se encuentra realizando encargos para Cisco, pero finalmente será rescatada por Mike cuando se encuentra realizando trabajos para Asuka.
- Misty: A esta chica la conocemos de GTA III. Llegó a Liberty City con la esperanza de ser una estrella y acabó como prostituta en las calles en busca de clientes. Mike la conocerás durante un encargue de 8-Ball quien te pide que la lleves, junto al resto de sus "chicas", a visitar unos clientes importantes de la ciudad con el fin de averiguar algo sobre la muerte de Vinnie.

## Continuidad
No sé sabe si este juego pertenece al canon de la saga, debido a que no hay confirmación o ni siquiera una mención de sus sucesos en otras entregas, aunque popularmente se cree que este juego es canon debido a que explica algunos puntos narrativos de GTA III, la verdad es que esto no lo hace canon, ya que debe ser reconocido por Rockstar, lo cual no ayuda sabiendo que este juego fue desarrollado por Digital Eclipse y no por la anterior dicha empresa.